# Суп
Суп је назив за неколико врста птица грабљивица лешинара. У оквиру њих постоје Лешинари Старог света (Европа, Африка и Азија) и Лешинари Новог света (Северна и Јужна Америка).
Када им је хладно, скупљају се и имају могућност да увуку врат. Такође мокре на себе и на тај начин се хладе када им је топло.